# Municipio Fernández Feo
El Municipio Fernández Feo es uno de los 29 municipios que conforman al Estado Táchira de Venezuela.

## Toponimia
El municipio toma su nombre al Monseñor Alejandro Fernández Feo-Tinoco (1908 - 1987), quien fue obispo de la Diócesis de San Cristóbal en el momento de la fundación del municipio.

## Geografía
Su capital es San Rafael del Piñal. Fundado el 11 de febrero de 1962 por el entonces Obispo de Táchira, Monseñor Alejandro Fernández Feo-Tinoco y Don Renato Laporta.
Actualmente cuenta con una población es de 27.568 habitantes.

### Parroquias
| Parroquia                | Superficie | Población   | Densidad       | Capital              |
| ------------------------ | ---------- | ----------- | -------------- | -------------------- |
| 1.) Alberto Adriani      | km²        | hab.        | hab./km²       | Naranjales           |
| 2.) San Rafael del Piñal | km²        | hab.        | hab./km²       | San Rafael del Piñal |
| 3.) Santo Domingo        | km²        | 1.453 hab.  | hab./km²       | San Lorenzo          |
| Municipio Fernández Feo  | 1.084 km²  | 47.893 hab. | 44,18 hab./km² | San Rafael del Piñal |

## Economía
Su principal actividad económica es la agropecuaria, destacando especialmente la ganadería de leche y de ceba. También son relevantes la actividad forestal, la pesca y un intenso comercio con los estados llaneros.
La ganadería se practica de forma extensiva, gracias a la existencia de hatos bien establecidos para la producción de leche y queso, lo que constituye una de las principales fuentes de sustento económico de la región.

## Transporte
- Colombia: T1 Intersección, T5 vía Corozo - Municipio Torbes.
- Estado Zulia: T6 Intersección, T1 San Cristóbal Autopista vía Cordero.
- Región de Los Llanos: T5 Vía Corozo - Municipio Torbes.
- Estado Mérida: T7 intersección T5 vía Corozo - Municipio Torbes.

Para trasladarse al municipio puede tomar el transporte Línea el piñal o expresos barinas en el Terminal de Pasajeros Genaro Méndez en la ciudad de San Cristóbal.
La Distancia del municipio de la principal metrópolis de la región, San Cristóbal, es de 53 km y un tiempo estimado de viaje de 2 hora.

## Política y gobierno

### Alcaldes
| Período     | Alcalde                 | Partido político / Alianza | % de votos | Notas |
| ----------- | ----------------------- | -------------------------- | ---------- | --- |
| 1989 - 1992 | Profirió Depablos Ruiz  |                            | 45,17      | Primer alcalde bajo elecciones directas |
| 1992 - 1995 | José Goncalvez Moreno   |                            | 49,34      | Segundo alcalde bajo elecciones directas |
| 1995 - 1999 | José Goncalvez Moreno   |                            | -          | Reelecto |
| 1999 - 2000 | Manuel Enrique Martínez |                            | -          | (Alcalde por decisión de la Cámara Municipal y Legitimado por Sentencia Firme de la Corte Suprema de Justicia)(se realizaron elecciones generales adelantadas en el 2000 debido a la aprobación de la Constitución de 1999 |
| 2000 - 2004 | Emma Laporta            | O.P.I.M.F.F                | 25,23      | Tercera alcalde bajo Elecciones Directas |
| 2004 - 2008 | Josue Campos            |                            | 50,32      | Cuarto alcalde bajo Elecciones Directas |
| 2008 - 2013 | William Pulido          |                            | 47,02      | Quinto alcalde bajo Elecciones Directas. |
| 2013 - 2017 | Alix Camargo            |                            | 51,88      | Sexta alcalde bajo Elecciones Directas |
| 2017 - 2021 | Haylly Chacon           |                            | 57,19      | Séptimo alcalde bajo Elecciones Directas |
| 2021 - 2025 | Haylly Chacon           |                            | 39,90      | Reelecto |

### Concejo municipal
Período 1989 - 1992
| Concejales:           | Partido político / Alianza |
| --------------------- | -------------------------- |
| Juan de Dios Roa      | AD                         |
| Pedro Bazán Rojas     | AD                         |
| Francisco Parada      | AD                         |
| Maximiliano Chacón    | COPEI                      |
| Aida Rodríguez        | COPEI                      |
| Doroteo Pernía Araque | COPEI                      |
| Pioquinto Daza        | MAS                        |

Período 1992 - 1995
| Concejales:             | Partido político / Alianza |
| ----------------------- | -------------------------- |
| Suilio Hernández        | COPEI                      |
| Maximiliano Chacón      | COPEI                      |
| Alejandrina La Cruz     | COPEI                      |
| Manuel Enrique Martínez | COPEI                      |
| Ricardo Bayón           | COPEI                      |
| Francisco Parada        | AD                         |
| Ciro Requena            | AD                         |

Período 1995 - 2000
| Concejales:             | Partido político / Alianza |
| ----------------------- | -------------------------- |
| José Molina             | COPEI                      |
| Manuel Enrique Martinez | COPEI                      |
| Maximiliano Chacón      | COPEI                      |
| Suilio Hernández        | COPEI                      |
| Mario Rodríguez         | AD                         |
| Francisco Parada        | AD                         |
| Jorge Amaya             | AD                         |

Período 2000 - 2005
| Concejales:         | Partido político / Alianza |
| ------------------- | -------------------------- |
| José Gonzalo Chacón | O.P.I.M.F.F                |
| Elbano Zambrano     | O.P.I.M.F.F                |
| Gregorio Ramírez    | O.P.I.M.F.F                |
| Maximiliano Chacón  | COPEI                      |
| Suilio Hernandez    | COPEI                      |
| Wilson Molina       | AD                         |
| Marco Aurelio Cruz  | MVR                        |

Período 2005 - 2013
| Concejales:      | Partido político / Alianza |
| ---------------- | -------------------------- |
| Marcelino Chacón | MVR                        |
| Erasmo Moreno    | MVR                        |
| Zulay Camargo    | MVR                        |
| Alexis Méndez    | MVR                        |
| Pedro Roa        | PCV                        |
| Tobias García    | PCV                        |
| Juan Goncalvez   | COPEI                      |

Período 2013 - 2018
| Concejales       | Partido político / Alianza |
| ---------------- | -------------------------- |
| Manuel Pérez     | PSUV                       |
| Sandra Rodríguez | PSUV                       |
| Omar Duran       | PSUV                       |
| Jose Vera        | PSUV                       |
| Nery Vera        | PSUV                       |
| Yolimar Marquez  | PSUV                       |
| Renzo Jaimes     | MUD                        |

Período 2018 - 2021
| Concejales       | Partido político / Alianza |
| ---------------- | -------------------------- |
| Ender Medina     | PSUV                       |
| Ana Grimaldos    | PSUV                       |
| Jacisnto Ibáñez  | PSUV                       |
| Sonia Solano     | PSUV                       |
| Pablo Pinillos   | PSUV                       |
| Holgues Corredor | PSUV                       |
| Yolimar Durán    | PSUV                       |

Período 2021 - 2025
| Concejales      | Partido político / Alianza |
| --------------- | -------------------------- |
| José Chaparro   | PSUV                       |
| Yolimar Salcedo | PSUV                       |
| Yaneth García   | PSUV                       |
| Dexsy Chacón    | PSUV                       |
| Ender Medina    | PSUV                       |
| Juan Goncalvez  | MUD                        |
| Tani Lizcano    | AD                         |